# Jonathan Herrera
Pour les articles homonymes, voir Herrera.
Jonathan Alejandro Herrera (né le 3 novembre 1984 à Maracaibo, Zulia, Venezuela) est un joueur de champ intérieur de la Ligue majeure de baseball. Il est présentement agent libre.

## Carrière

### Rockies du Colorado
Jonathan Herrera signe son premier contrat professionnel en 2002 avec les Rockies du Colorado.
Ce joueur de champ intérieur, principalement employé à la position d'arrêt-court dans les ligues mineures, fait ses débuts dans les majeures le 30 avril 2008 avec Colorado. À sa deuxième partie jouée, le 3 mai face aux Dodgers de Los Angeles, il réussit son premier coup sûr au plus haut niveau, un simple comme frappeur suppléant face au lanceur Hong-Chih Kuo. Il demeure avec l'équipe jusqu'à la mi-juin, après quoi il est retourné aux mineures. Sa moyenne au bâton est de ,230 avec 14 coups sûrs, cinq points marqués et trois points produits en 28 parties jouées avec les Rockies en 2008.
Après avoir passé l'entière saison 2009 et le début de 2010 en ligue mineure avec les Sky Sox de Colorado Springs, club-école des Rockies dans la Ligue de la côte du Pacifique, Herrera est rappelé par le grand club en juin 2010, et demeure avec l'équipe de Denver jusqu'à la conclusion de la saison régulière. En 76 matchs joués avec les Rockies, il frappe dans une moyenne de ,284 avec 63 coups sûrs, 34 points marqués et 21 points produits. Le 19 juillet, il frappe aux dépens de Jhan Marinez, des Marlins de la Floride, son premier coup de circuit dans les majeures, qui sera son seul de la saison.
En 2011, Herrera est en uniforme pour 104 parties des Rockies et frappe pour ,242 avec 3 circuits et 14 points produits.
Comme réserviste à l'avant-champ, il évolue au deuxième but et à l'arrêt-court durant les saisons 2012 et 2013, et entre en jeu dans 86 et 81 parties, respectivement. Il frappe pour ,262 en 2012 et augmente sa moyenne au bâton à ,292 la saison suivante.

### Red Sox de Boston
Le 18 décembre 2013, les Rockies du Colorado échangent Herrera aux Red Sox de Boston contre le lanceur de relève gaucher Franklin Morales et le lanceur droitier des ligues mineures Chris Martin.

## Statistiques
| Saison | Équipe   | G   | AB  | R  | H  | 2B | 3B | HR | RBI | SB | BA   |
| ------ | -------- | --- | --- | -- | -- | -- | -- | -- | --- | -- | ---- |
| 2008   | Colorado | 28  | 61  | 5  | 14 | 1  | 1  | 0  | 3   | 1  | .230 |
| 2010   | Colorado | 76  | 222 | 34 | 63 | 6  | 2  | 1  | 21  | 2  | .284 |
| Totaux | Totaux   | 104 | 283 | 39 | 77 | 7  | 3  | 1  | 24  | 3  | .272 |

Note : G = Matches joués ; AB = Passages au bâton; R = Points ; H = Coups sûrs ; 2B = Doubles ; 3B = Triples ; 
HR = Coup de circuit ; RBI = Points produits ; SB = Buts volés ; BA = Moyenne au bâton.